# Piper linguliforme
Piper linguliforme är en pepparväxtart som beskrevs av J.A. Steyermark. Piper linguliforme ingår i släktet Piper och familjen pepparväxter. Utöver nominatformen finns också underarten P. l. adpressipilum.